# Pachycoelius brevicornis
Pachycoelius brevicornis är en stekelart som beskrevs av Giordani Soika 1969. Pachycoelius brevicornis ingår i släktet Pachycoelius och familjen Eumenidae. Inga underarter finns listade i Catalogue of Life.